# 下関市立日新中学校
下関市立日新中学校（しものせきしりつ にっしんちゅうがっこう/Shimonoseki Municipal Nisshin Junior High School）は、山口県下関市上田中町にある公立中学校。

## 概要
多くの小中高校が点在する文教地区に立地し、下関市立文関小学校と隣接する。生徒の殆どは文関小学校と少し離れた場所にある下関市立養治小学校出身であり、少数ではあるが下関市立名池小学校や下関市立向山小学校、山口朝鮮初中級学校出身者もいる。また同市で最初に設置された中学校である。

## 沿革
- 1947年（昭和22年）5月 - 下関高等小学校の校舎を引き継いで現在地に下関第一中学校として開校[1]。
- 1951年（昭和26年）1月 - 日新中学校と改称。
- 1958年（昭和33年）4月 - 後田分校を開設。
- 1959年（昭和34年）4月 - 後田分校を向洋中学校として独立開校。
- 1978年（昭和53年） - 改築工事完了。
- 1984年（昭和59年） - 中華人民共和国の青島市第17中学と友好校になる。

## 部活動
文化部
- 吹奏楽部
- コンピューター部
- 美術部

運動部
- 軟式野球部
- ソフトテニス部
- バスケ部
- バレー部
- 陸上競技部
- 卓球部
- 剣道部
- サッカー部

## 校区
- 下関市立養治小学校
- 下関市立文関小学校

## 交通アクセス
- 西日本旅客鉄道（JR西日本）山陽本線 下関駅下車
  - 乗換：サンデン交通バス 「山の口」バス停下車

## 著名な出身者
- 魁傑將晃（日本相撲協会第11代理事長、元大相撲力士・最高位大関）
- 山本譲二（演歌歌手）
- 林芳正（第87代内閣官房長官、第151代外務大臣、第22・23代文部科学大臣、第55・58代農林水産大臣、内閣府特命担当大臣（経済財政政策）、第5代防衛大臣、衆議院議員、参議院議員）
- 原沢久喜（柔道家・オリンピックメダリスト）
- 原沢侑高（俳優）
- YUMA（SHARE LOCK HOMES）
- SHIRAHAN（SHARE LOCK HOMES）
- 高木義明（政治家、元文部科学大臣）
- 松山航大(長野放送アナウンサー)
- 美波わかな(声優、舞台女優)
- 安井まゆ(グラビアアイドル・ミス東スポ2020グランプリ・ファッションモデル)